# Soyons unis, devenons frères
Soyons unis, devenons frères (фр. Давайте объединимся и побратаемся) — официально признанный гимн Новой Каледонии.
Это, однако, не государственный гимн. Новая Каледония — это одна из территорий Франции, и остается под управлением Французской Республики. Национальным гимном считается национальный гимн Франции, «Марсельеза». В 1998 году по итогам Нумейского соглашения Новая Каледония получила право на автономию. Соглашение также предусматривает постепенное признание пяти символов Новой Каледонии. В августе 2010 года Конгресс Новой Каледонии принял первые три из этих символов: гимн, девиз и символику на деньгах Новой Каледонии. (Нет соглашения по поводу двух других символов: флага и потенциального нового названия территории). Съезд депутатов сохранил за собой возможность внесения изменений в текст гимна позже.
Во время какой-либо официальной церемонии или спортивного мероприятия, сначала исполняется Марсельеза, затем Soyons unis, devenons frères.
Гимн был написан в 2008 году семью детьми из Новой Каледонии. Он состоит (в длинной версии) из трех куплетов и припева. Куплеты спеты на французском языке; припев поется на языке жителей Новой Каледонии, а затем на французском. Есть планы перевести его на другие языки коренного населения. Короткая версия гимна включает третий куплет и припев.